# Bourne (rzeka we Francji)
Bourne [buɾnə] – rzeka we Francji o długości 43 km, lewobrzeżny dopływ Isèry, wchodzący w skład dorzecza Rodanu; płynie w regionie Rodan-Alpy w departamentach Isère oraz Drôme.